# Баранюк, Владимир Анатольевич
Влади́мир Анато́льевич Бараню́к (укр. Володимир Анатолійович Баранюк; род. 1974, Украинская ССР) — украинский военачальник. Командир 36-й отдельной бригады морской пехоты с 2021 по 2022 года, Герой Украины (2022), полковник Вооружённых сил Украины.

## Биография
В 2000 году начал службу в 1-м отдельном батальоне морской пехоты в Крыму в качестве командира взвода.
В 2012 году в звании майора участвовал в курсах по миротворческой деятельности для сержантского состава отдельного батальона морской пехоты ВМС Украины: курсы организовывала Британская группа военных советников и инструкторов.
В 2014 году был заместителем командира 1-го отдельного батальона морпехов ВСУ в Феодосии. Во время аннексии Крыма Российской Федерацией его часть была взята штурмом. Сам Баранюк рассказывал, что морпехи «практически не оборонялись во время штурма… Нас повалили на землю, связали. Дальнейшее сопротивление было бессмысленным… тех офицеров, которые остались служить России, я тоже не осуждаю. Не считаю их предателями». С личным составом, по словам Баранюка, российские военнослужащие провели «профилактическую беседу», после чего отпустили офицеров под честное слово, обязав тех, кто остался верен присяге Вооружённых сил Украины, на автобусах покинуть территорию Крыма.
С апреля 2015 года — командир батальона морской пехоты. С ноября 2020 года — заместитель командира отдельной бригады морской пехоты. С сентября 2021 года — командир 36-й отдельной бригады морской пехоты.
19 марта 2022 года Президент Владимир Зеленский присвоил звание Героя Украины командирам двух подразделений, которые вели оборону Мариуполя — Владимиру Баранюку и командиру отдельного отряда специального назначения «Азов» Денису Прокопенко.
13 апреля 2022 года исполняющим обязанности командира бригады назначен Сергей Ярославович Волынский. Офицер полка «Азов» Илья Самойленко утверждает, что Владимир Баранюк отказался выполнять приказ и с малой группой морпехов попытался прорваться из окружения с комбината Ильича. По утверждению российского государственного агентства «РИА Новости» и украинского издания «Украинская правда», Баранюк был взят в плен в середине апреля.

## Критика
В мае 2022 года командир полка «Азов» Денис Прокопенко раскритиковал действия Владимира Баранюка, в результате которых в апреле 2022 года в ходе боёв за Мариуполь военные 36-й отдельной бригады морской пехоты попали в плен. Офицер полка «Азов» Илья Самойленко, в свою очередь, обвинил Баранюка в трусости, заявив, что тот «отказался подчиниться приказу», и в результате один человек из его группы погиб.

## Награды
- Орден Богдана Хмельницкого III степени (4 декабря 2014) — за личное мужество и героизм, проявленные в защите государственного суверенитета и территориальной целостности Украины, верность военной присяге, высокий профессионализм и Дню Вооруженных Сил Украины[10]
- Герой Украины с вручением ордена «Золотая Звезда» (19 марта 2022) — за личное мужество и героизм, проявленные в защите государственного суверенитета и территориальной целостности Украины, верность военной присяге[1]